# Call of Duty: World at War
A Call of Duty: World at War egy 2008-as belső nézetű lövöldözős játék, amelyet a Treyarch fejlesztett és az Activision adott ki. Ez a Call of Duty sorozat ötödik fő része, és a negyedik olyan epizód, amely a második világháború idején játszódik. A játékot az Activision 2008 júniusában jelentette be, és 2008 novemberében adták ki PlayStation 3-ra, Windowsra, Xbox 360-ra és Wii-re.

## Játékmenet
A World at War érettebb témákat dolgoz fel, mint a korábbi Call of Duty-játékok, és nyitottabb játékmenetet kínál: a játékos többféleképpen is teljesítheti a küldetéseket, ugyanakkor alapvetően hasonlóan működik, mint a sorozat korábbi részei. A játékos AI által irányított csapattársakkal harcol együtt, akik segítenek a küldetések során: fedező tüzet adnak, lelövik az ellenségeket, és megtisztítják a szobákat. A játék számos, a második világháborúból származó fegyvert és technológiát vonultat fel. A játékos ezekhez a kampány során fokozatosan fér hozzá, de egyszerre csak két fegyvert vihet magával, a kézigránátokon felül. A legyőzött ellenségektől vagy elesett szövetségesektől fegyverek és lőszerek vehetők fel, amelyekkel lecserélhetők a meglévő fegyverek. A játékos olyan fegyvereket is találhat, amelyek különféle kiegészítőkkel vannak felszerelve – például gránátvetővel, távcsöves irányzékkal vagy szuronnyal. A karakter háromféle testhelyzetben lehet: állva, guggolva vagy hason fekve – ezek mind befolyásolják a mozgás sebességét, a pontosságot és a lopakodást. A fedezék használata segít elkerülni az ellenséges tüzet vagy regenerálódni, ha a karakter jelentős sérülést szenvedett, mivel a játékban nincs páncél vagy egészségcsomag. Ha a karakter megsérül, a képernyő szélei vörösen izzanak fel, és a szívverése felgyorsul. Ha a játékos elkerüli a további találatokat, a karakter egy idő után automatikusan elkezd regenerálódni. Ha egy éles gránát robbanási sugarába kerül a játékos, egy jelzés mutatja a gránát irányát, így eldöntheti, hogy elmenekül vagy visszadobja azt az ellenségre.

## Cselekmény
|  | Alább a cselekmény részletei következnek! |

### Amerikai kampány
1942 augusztusában, a Makin-szigeten C. Miller közlegény, az 1. Tengerészgyalogos Hadosztály tagja tanúja lesz annak, ahogy a Japán Birodalmi Hadsereg megkínozza és kivégzi a tengerészgyalogos osztagát, mielőtt egy különítmény megmenti őt. A mentőosztagot Roebuck tizedes (Kiefer Sutherland) és Tom Sullivan őrmester (Chris Fries) vezeti, akik ezután megkezdik a japán állások elleni támadást a szigeten. 1944 szeptemberében a különítmény részt vesz a Peleliu-i csatában, amelyhez időközben Polonsky közlegény (Aaron Stanford) is csatlakozik. Miután áttörik a japán védelmi vonalakat a parton, Sullivan-t egy japán tiszt halálosan megsebesíti, Roebuckot pedig őrmesterré léptetik elő. Az osztag ezután egy mocsáron keresztül halad előre, hogy elfoglaljon egy repülőteret és megsemmisítse a légvédelmi ágyúkat. Miután mélyebbre nyomulnak a szárazföldön, megsemmisítik az ellenséges aknavető-állásokat, hogy a tankok továbbhaladhassanak. A dzsungelen keresztülhaladva megtámadják a japán tüzérségi állásokat, lehetővé téve az amerikai hadihajók előrenyomulását, így Peleliu amerikai kézre kerül. 1945 áprilisában Locke altiszt egy PBY Catalina repülőgéppel részt vesz egy rajtaütésben japán kereskedelmi hajók ellen, mielőtt átcsoportosítják az Egyesült Államok Ötödik Flottájának 58-as harccsoportjához, amelyet az Operation Ten-Go hadművelet részeként támadás ér. Locke legénysége amerikai tengerészek mentésén dolgozik, miközben harcolnak a Japán Birodalmi Haditengerészet torpedóhajóival és Zero vadászgépeivel szemben. Végül egy Vought F4U-1C vadászgépekből álló század siet a segítségükre, amely elűzi a megmaradt Zero-kat – éppen akkor, amikor a súlyosan sérült Catalina kifogy a lőszerből. 1945 májusában Miller osztaga támadást indít egy japán állás ellen Okinaván, miközben géppuska-fészkeket számolnak fel, hogy az amerikai tankok előrenyomulhassanak. A csata vége felé az amerikaiak megrohamozzák a Suri-kastélyt. Néhány japán katona megadást színlel, de amikor Roebuck és Polonsky átkutatná őket, előhúznak rejtett gránátokat; Millernek választania kell, hogy Roebuckot vagy Polonskyt menti meg. Az amerikai csapatok ezután harcba szállnak a maradék japán erőkkel, és miután légicsapást rendelnek el, a Shuri-kastély elesik, ezzel összeomlik a japán ellenállás utolsó bástyája Okinaván. A megmentett tengerészgyalogos Millernek adja a meghalt bajtárs dögcéduláját.

### Szovjet kampány
1942 szeptemberében Dimitrij Petrenko közlegény, a 62. Lövészhadosztály tagja egy holttestekkel teli szökőkútban tér magához Sztálingrádban, miközben a német csapatok kivégzik a bajtársait. Egy másik túlélő, Viktor Reznov őrmester (Gary Oldman) elmondja neki, hogy küldetése megölni Heinrich Amsel német tábornokot, aki számos háborús bűncselekményért felelős a Szovjetunió területén. Miután elkerülik és harcba keverednek német katonákkal, Dimitrij és Reznov találkoznak Dimitrij egységének megmaradt tagjaival, akik Amsel tábornok kommunikációs állásának elfoglalására készülnek. Dimitrij és Reznov fedező tüzet biztosítanak a szovjet katonáknak az ostrom során, majd sikeresen megölik Amselt, amikor az megpróbál elmenekülni. A pozíciójukat azonban felfedezik, így kénytelenek elmenekülni a Volgába. 1945 áprilisában, a Seelow-magaslatoknál vívott csata során a fogságba esett Dimitrijt a támadó 3. Rohamhadsereg menti meg, amelynek tagja Reznov és Chernov közlegény (Craig Houston) is – utóbbi vonakodik követni Reznov kegyetlen parancsait az ellenséggel szemben. A szovjet csapatok áttörnek a német védelmi vonalakon, majd elfoglalnak és megtisztítanak egy ellenséges tábort. Ezt követően Dimitrij és Reznov egy T-34-85 harckocsit vezetnek több másik tankkal együtt, és felszámolják a térség utolsó német ellenállását, mielőtt vonatra szállnak Berlin felé. Megérkezésük után harcba bocsátkoznak a város peremén állomásozó német katonákkal. Az utcákon keresztül nyomulnak előre, majd belépnek egy berlini U-Bahn (metró) állomásra, ahol heves küzdelem árán haladnak előre – mígnem a németek elárasztják az alagutat, hogy elpusztítsák a szovjeteket. Reznov kihúzza Dimitrijt a metró állomásról, hogy újraegyesüljenek a szovjet gyalogsággal. Ezután a Vörös Hadsereg megindul a Reichstag felé. A bejáratnál zajló heves roham során Chernovot lángszóró éri, és súlyos égési sérülései miatt magára hagyják, hogy meghaljon. Reznov, Dimitrij és a megmaradt szovjet katonák behatolnak a Reichstag épületébe, megtisztítják azt a német védőktől, és feljutnak a tetőre. Ott egy zavarodott német katona rálő Dimitrijre, aki megsebesül, mire Reznov kegyetlenül lemészárolja a támadót egy machetével. Bár Dimitrij megsebesült, sikerül kitűznie a szovjet zászlót, ezzel jelezve a szovjet győzelmet és a háború végét Európában.
|  | Itt a vége a cselekmény részletezésének! |

## Fejlesztés
A World at War-t az Activision jelentette be 2008. június 23-án, megerősítve, hogy a játék 2008 őszén jelenik meg, és hogy a sorozat visszatér megszokott, második világháborús témájához. A játék fejlesztése körülbelül két évig tartott, ami kétszer annyi idő, mint a Treyarch előző Call of Duty-játékáé, a Call of Duty 3-é volt. A játék a Call of Duty 4: Modern Warfare továbbfejlesztett motorján fut, amelyben számos javítást végeztek a fizikai modelleken. A környezetek jobban rombolhatóak, és a lángszóróval tüzet lehet gyújtani, amely terjed is. Bevezették a végtaglevágást, valamint a karakterek bőrének és ruhájának élethű megégését is. Az Exakt Entertainment segített a játék Wii-re történő portolásában ezen a motoron, míg az Arkane Studios Austinban működő Certain Affinity stúdió irányítása alatt vett részt a többjátékos mód pályáinak létrehozásában.

## Fogadtatás
| Összegzőoldal | Értékelés |
| ------------- | --------- |
| Metacritic    | 84/100    |

| Szerző         | Értékelés |
| -------------- | --------- |
| 1Up.com        | B         |
| Game Informer  | 8,75/10   |
| GameSpot       | 8,5/10    |
| GameTrailers   | 8,7/10    |
| IGN            | 9,2/10    |
| Nintendo Power | 8/10      |
| ONM            | 92%       |
| OXM (UK)       | 9/10      |
| OXM (US)       | 7,5/10    |
| PC Gamer (UK)  | 77%       |
| X-Play         | 4/5       |

A Call of Duty: World at War „általánosságban kedvező” értékeléseket kapott a Metacritic értékelőgyűjtő oldal szerint.
A játékról a GameSpot azt állította, hogy a második világháborús környezethez való visszatéréssel a World at War „nagyszerűséget ér el, de nem éri el a kiválóságot.”
Az IGN azt a következtetést vonta le, hogy a World at War egy „szilárd, magabiztos lövöldözős játék, amely rengeteg élményt kínál mind a casual, mind a hardcore játékosok számára.”

## Díjak, elismerések
| Év   | Díj                    | Kategória                | Eredmények |
| ---- | ---------------------- | ------------------------ | ---------- |
| 2009 | D.I.C.E. Awards        | Az év akciójátéka        | Jelölve    |
| 2009 | D.I.C.E. Awards        | Az év online játéka      | Jelölve    |
| 2009 | Golden Joystick Awards | Az év Nintendo játéka    | Elnyerte   |
| 2009 | Golden Joystick Awards | Az év multiplayer játéka | Elnyerte   |

## Fordítás
Ez a szócikk részben vagy egészben  a   Call of Duty: World at War című angol Wikipédia-szócikk ezen változatának fordításán alapul.  Az eredeti cikk szerkesztőit annak laptörténete sorolja fel. Ez a jelzés csupán a megfogalmazás eredetét és a szerzői jogokat jelzi, nem szolgál a cikkben szereplő információk forrásmegjelöléseként.